# Carl Mörner af Tuna

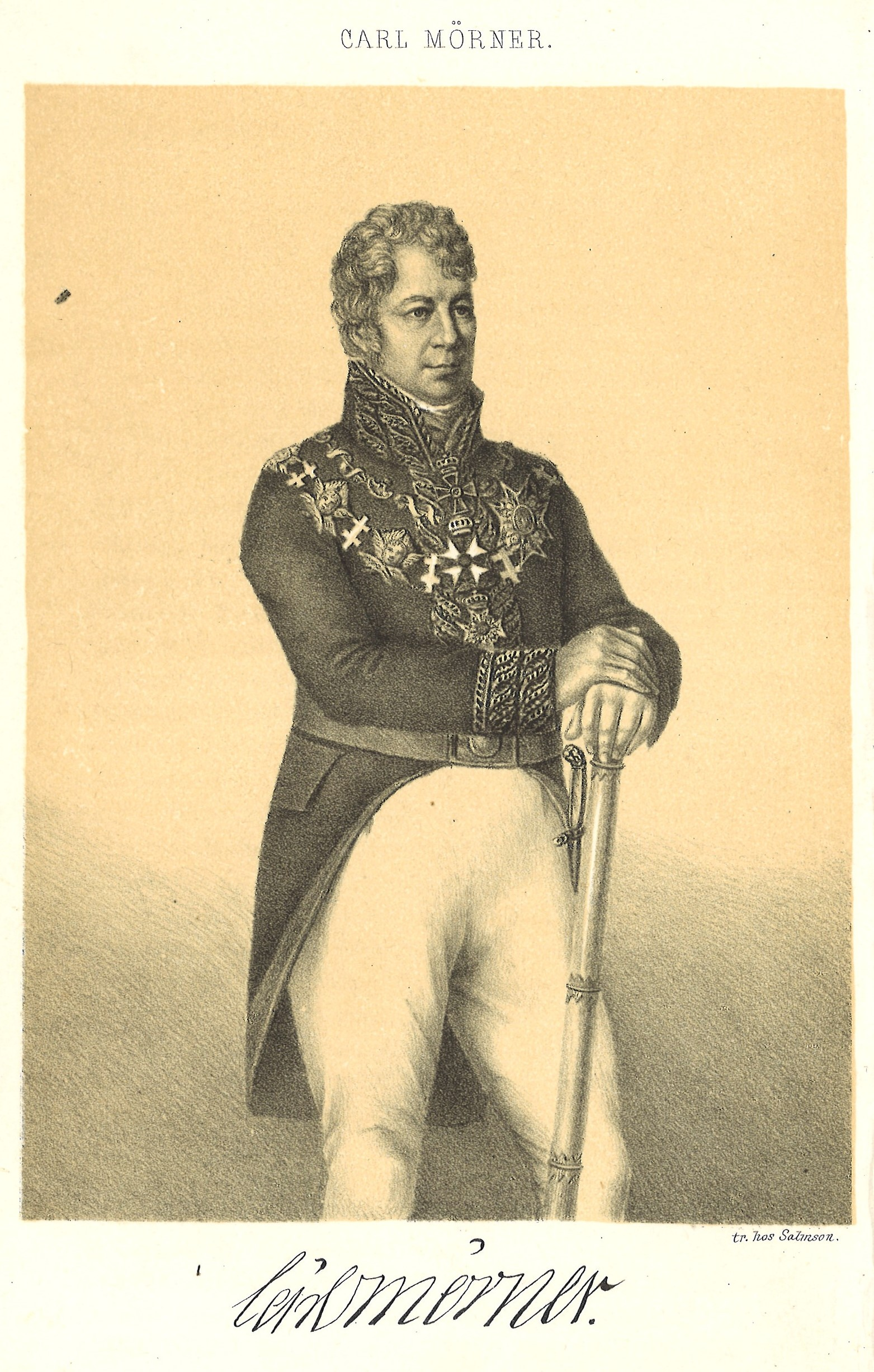
Carl Mörner (1854/1855)

Carl Mörner, seit 1800 Graf (schwedisch Carl Carlsson greve Mörner af Tuna; * 1. Januar 1755 in Rödjenäs; † 24. Juni 1821 in Stockholm) war ein schwedischer Staatsmann und Feldmarschall.

## Leben

### Herkunft und Familie
Carl war Angehöriger des schwedischen Adelsgeschlechts der Freiherren (schwedisch friherre) Mörner af Tuna. Seine Eltern waren der schwedische Hofjägermeister Carl Gustaf Mörner (1725–1787) und Margareta Fredrika, geborene Duse (1732–1800). Carl vermählte sich 1810 mit Charlotta Arfwedsson (1776–1862), die Ehe blieb kinderlos.

### Werdegang
Mörner begann seine Laufbahn im schwedischen Heer 1771 als Kadett bei der Artillerie. Ein Studium der Artillerie schloss er 1772 ab und avancierte zum Leutnant. In Anerkennung seiner Unterstützung Gustavs III. bei dessen Putsch gegen den Adel wurde er 1772 Ritter des Schwertordens. Er wurde 1785 Kammerjunker Gustavs III. und 1787 Kavalier bei Kronprinz Gustav Adolf. Auch seine Beförderung zum Kapitän erfolgte 1787, die zum Major und die zum Oberstleutnant 1792, schließlich die zum Oberst und Generaladjutant sowie zum stellvertretenden Gouverneur des Königs 1794. Noch im selben Jahr wurde er Kommandeur des finnischen Artillerie-Regiments und Obersekretär des Nordstern-Ordens. 1795 wechselte er als Kommandeur zum Kalmar-Regiment und wurde 1798 Chef des königlichen Grenadierbataillons.
Er wurde 1800 mit Primogenitur in den schwedischen Grafenstand erhoben und 1801 bei der Grafenklasse (Nr. 109) der schwedischen Ritterschaft introduziert.
Als Zweiter Chef der Svea Livgarde fand er 1802 Verwendung. Mörner stieg 1808 zum Generalmajor auf und wurde anschließend Chef des Skaraborg. 1809 wechselte er für kurze Zeit als Befehlshaber zur Südarmee in Skåne. Nachdem er seine Stellung als Zweiter Chef der schwedischen Leibgarde wieder eingenommen hatte, avancierte er noch 1809 zum Generalleutnant. 1811 wurde er Vizegouverneur und Militärkommandeur in Pommern und erhielt 1812 die Beförderung zum General der Infanterie, wurde Ritter des Ordens Karls XIII. sowie Oberstatthalter in Stockholm und erhielt schließlich auch den Seraphinenorden. Im Jahr 1814 wurde Mörner „einer der Herren des Königreichs“ (schwedisch En av rikets herrar). Er wurde 1815 Landmarschall und 1816 Feldmarschall. In den Jahren 1816 bis 1818 war Mörner Reichstatthalter in Norwegen und hat 1818 seinen Abschied erhalten. Eine Zeit lang war er auch Kanzler der Universität Uppsala bzw. von 1816 bis 1818 auch Kanzler der Universität Oslo.